# Almuinhas Velhas
Almuinhas Velhas é uma pequena localidade situada no noroeste do Município de Cascais, localizada na freguesia de Alcabideche, no distrito e área metropolitana de Lisboa, Portugal. Limita a nordeste com o Arneiro, próximo da Malveira da Serra. O seu topónimo provém do árabe al-munia, referente a uma pequena propriedade, horta murada. Atualmente, forma um contínuo urbano com o Arneiro e a Malveira da Serra, localizados a nascente. Possui como principais pontos de interesse a Quinta de Santa Rita (que conta com a única capela existente no lugar), as suas fontes (a fonte de chafurdo e a Fonte José Claro), uma eira, a sua arquitetura tradicional e a Casa da Eira.